# Truncatoguynia irregularis
Truncatoguynia irregularis är en korallart som beskrevs av Stephen D. Cairns 1989. Truncatoguynia irregularis ingår i släktet Truncatoguynia och familjen Guyniidae. Inga underarter finns listade i Catalogue of Life.